# 3-й Ногайський провулок (Мелітополь)
3-й Ногайський провулок — провулок в Мелітополі на Юрівці. Йде від Ногайської вулиці до Скіфської вулиці. Забудований приватними будинками.

## Назва
Провулок названий на честь ногайців — тюркського народу, який мешкав на території сучасної Мелітопольщини, але був майже повністю виселений після приєднання цих земель до Російської імперії.
Поруч знаходяться 2-й Ногайський провулок, 4-й Ногайський провулок і Ногайська вулиця.

## Історія
Провулок згадується 17 січня 1939 року як 3-й провулок Цюрупи. Він носив ім'я радянського державного та партійного діяча Олександра Дмитровича Цюрупи (1870—1928). 
В 2016 році в ході декомунізації провулок був перейменований на 3-й Ногайський.